# Paul Keegan
Paul Keegan (ur. 30 grudnia 1972, Dublin, Irlandia) – irlandzki piłkarz, grający na pozycji napastnika. Mierzy 187 centymetrów wzrostu.